# Comuna Suseni, Argeș
Suseni este o comună în județul Argeș, Muntenia, România, formată din satele Burdești, Cerșani, Chirițești, Găleșești, Odăeni, Pădureni, Strâmbeni, Suseni (reședința), Ștefănești și Țuțulești.

## Așezare
Comuna se află în partea sudică a județului, pe malurile Dâmbovnicului. Este străbătută de șoseaua județeană DJ659 care duce spre nord la Bradu și Pitești (unde se termină în DN65); și spre sud la Rociu, Negrași, Mozăceni, Slobozia, Ștefan cel Mare, mai departe în județul Dâmbovița la Șelaru.
Ea se învecinează cu următoarele unități administrative de același fel: Bradu și Oarja la nord-vest, Căteasca la nord-est, Rociu la est și sud, Buzoiești la sud-vest. În partea de vest se învecinează cu teritoriul aflat în administrația orașului Costești.Comuna are o poziție avantajoasă în cadrul județului Argeș, fiind situată la o distanță de 20 km de municipiul Pitești, reședința județului, și la 8 km de orașul Costești. Totodată, ea este traversată prin partea centrală pe direcția NV-SE de DJ 659 (Bradu-Ștefan cel Mare), șosea ce o leagă de municipiul Pitești și de orașul București (120 km). În partea de sud, comuna este traversată de șoseaua județeană Costești-Șerbănești-Siliște, iar prin extremitatea estică trece vechiul drum comercial Pitești-Glavacioc-Giurgiu.
Autostrada Pitești-București se află la o distanță de aproximativ 10 km, legătura făcându-se prin comuna Oarja.
În prezent, comuna Suseni este alcătuită din zece sate: Suseni, satul de reședință, care a dat și numele comunei, având în cadrul acesteia o poziție central-estică; față de satul de reședință, celelalte sate aflate în componența comunei se plasează astfel: Burdești (1,5 km V-NV); Cerșani ( 3 km NV); Chirițești și Pădureni (4 km spre E); Găleșești (2 km S-SE); Odăen (4,5 km S-SE); Strâmbeni (1,5 km S-SV); Ștefănești (3,5 km NE); Țuțulești (3 km SE).

## Toponimia satelor componente comunei Suseni
Burdești - localitate ce are un nume derivat de la termenul „burduf”, „burdihan”, desemnând abdomen sub formă de sac. Satul a aparținut parohiei Cerșani, biserica s-a construit în 1932-1937, iar enoriașii sunt menționați în documentele parohiei Cerșanii de jos (eparhia Argeșului 1925).
Cerșani - numele provine de la o specie de stejari, QUERCUS CERIS CERUL care domină în pădurile din jurul așezării. A mai purtat și numele de CERIȘARI sau CEREȘARI. Localitatea cuprinde mai multe cătune:; Boblegi, Burdești, Predești, Vijeșci și a făcut parte din plase diferite: Găleșești, Cotmeana și Teleorman, fiind de asemenea împărțită la un moment dat în CERȘANII DE SUS și CERȘANII DE JOS, fiecare cu biserica proprie, ca și centru spiritual al localității. CERȘANII DE JOS aparțineau plasei Găleșești iar CERȘANII DE SUS intrau în componența plasei Cotmeana (jud. Argeș).
Prima mențiune documentară a numelui de Cerșani, sat aproape cu hotarul cu Balta Neagră și Floreni a fost făcută pe timpul voievodului Vlad Dracul, anul 1441, cu 1102 locuitori. Prima biserică a satului a fost construită în anul 1883, iar alta între 1862-1871.
Chirițești - numele provine de la un locuitor, Chirița, la care s-a adăugat sufixul -ești. Satul era în apropiere de actualul cătun Cimpoieri, iar numele acestuia provine de la ciobanii care știau să cânte la cimpoi. Ei erau așezați pe malul stâng al râului Dâmbovnic, având în est o mare pădure, mai la sudul acestor așezări, ce aparținea ca proprietate mânăstirii Vieroși. Localnicii celorlalte cătune îl numeau și „cârciuma albă” pentru că la marginea de vest a așezării se afla o cârciumă văruită.
Gălășești - numele provine de la satul transilvănean Galeș („drăgăstos). Este menționat în anul 1525, ca părți întărite lui Albu, pe timpul voievodului Vlad Dracul și sub voievodul Alexandru (1571 - 1580). Este un document scris la 2 mai 1571, de Ioan din Gălășești. 
Ștefănești - un mic cătun poziționat între Chirițești și Cimpoeri, al cărui nume vine de la Ștefan, la care s-a adăugat sufixul - ești (obște). Numele apare după al Doilea Război Mondial și desemnează o localitate ce are 209 locuitori.
Odăeni - sat în zona de sud, format din 697 locuitori al cărui nume vine de la construcția cu o odae (încăpere) unde erau găzduiți reprezentanții puterii otomane veniți în interes de serviciu. Biserica din sat a fost construită în anul 1860, iar localitatea este menționată la sfârșitul secolului al XIX-lea.
Pădureni - termen însemnând „oameni de lângă pădure” este un sat aflat la confluența pârâului Lița („subțire”) cu râul Dâmbovnic, cu 135 de locuitori. Denumirea apare la sfârșitul secolului al XIX-lea, în catagrafia bisericii ortodoxe din 1824.
Strâmbeni - numele localității vine de la pârâul Strâmbu, afluent al pârâului Gligănel (17 km), care izvorăște din pădurea Regep-Predeasca, având foarte multe meandre, cele două confluind în sudul satelor Odăeni și Șerbănești, aproape de Roci. Biserica din sat a fost construită în anii 1881-1883 pe cheltuiala lui Enache Rădan, pe terenul oferit de familiile Păun și Dumitrache.
Suseni - cel mai vechi sat din zonă, menționat în documente de pe vremea lui Radu cel Mare, la 15 iunie 1505, are numele dat de localnici datorită poziției „mai sus” față de locul inițial al așezării, aflat într-o vale la confluența pârâului Lița (lung de 11 km) cu râul Dâmbovnic, adică Pădureni. 
Prin acest sat trece un pârâu cu izvor în pădurea Regep-Predeasca, afluent al pârâului Strâmbu în satul Odăeni. Pe partea de nord-est mai trece și pârâul Lița izvorând de la poalele pădurii Podeanca, acesta confluind la rândul său cu râul Dâmbovnic (lungime 95 km) în satul Pădureni.
Biserica satului a fost construită în 1789, din lemn, cu 185 de poporani și cu hramul „Înălțarea Domnului”, modificat în prezent în Sf. Dumitru.
Țuțulești - numele provine de la căciulile țuguiate ale vechilor locuitori care aveau ca ocupație oeritul și purtau căciulile cu vârful țuguiat.
Satul are o biserică ridicată în 1897, care pe la 1900 aveau 400 de locuitori arondați și purta hramul „Înălțarea Domnului”. Denumirea satelor sunt de fapt patronime: Cerșani, Odăeni, Pădureni, Strâmbeni, Suseni și se termina cu sufixele -ani sau -eni.

## Istorie
La sfârșitul secolului al XIX-lea, comuna făcea parte din plasa Gălășești a județului Argeș și era formată din satele Boerești (Strâmbeni) și Suseni. În comună funcționau două biserici și o școală mixtă. La acea dată, pe teritoriul actual al comunei mai funcționa în aceeași plasă și comuna Țuțulești-Gălășești, formată din satele Gălășești, Odăeni și Țuțulești, cu o populație totală de 1286 de locuitori; funcționau și aici trei biserici și o școală primară mixtă.
Anuarul Socec din 1925 consemnează comuna în plasa Teleorman a aceluiași județ, având 2948 de locuitori în satele Boerești, Burdești, Corsani, Predești, Strâmbeni, Ștefănești și Suseni. Comuna Țuțulești-Gălășești purta acum denumirea de Țuțulești, făcea parte din plasa Dâmbovnic a aceluiași județ și avea în compunere satele Țuțulești și Gălășești, cu 2290 de locuitori.
În 1950, comunele au fost transferate raionului Costești din regiunea Argeș. În 1968, ele au revenit la județul Argeș, reînființat. Tot atunci, satul Boerești a fost comasat cu satul Suseni, iar comuna Țuțulești a fost desființată, satele ei trecând la comuna Suseni.
În comuna Suseni se află monumentul istoric de arhitectură de interes național biserica „Înălțarea Domnului” din Găleșești, datând din 1753 și construită de către slugerul Gheorghe Rătescu. După o altă sursă, acest lăcaș, ar fi fost construit între anii 1712 și 1714. Anuarul din anul 1934 indică ridicarea sa în anul 1770, iar într-o altă lucrare se arată că a fost refăcut de protopopul Stroe în anul 1771.
În intervalul 1786-1775, generalul Bower menționează două biserici una în Găleșești de Sus, alta în Găleșești de Jos. Însă, în dreptul localității Găleșești, pe harta Specht, este figurată o singură biserică.
În rest, un singur obiectiv din comună este inclus în lista monumentelor istorice din județul Argeș ca monument de interes local: monumentul istoric de arhitectură biserica „Sfânta Paraschiva” din Strâmbeni, datând din 1883–1885.
Potrivit catagrafiei Mitropoliei Ungrovlahiei din anul 1810, biserica de lemn din satul Strâmbeni, cu hramul „Cuvioasa Paraschiva”, a fost ctitorită la 8 iunie 1783. 
Tot în anul 1810, a fost catagrafiată, în satul Suseni, biserica „Înălțarea Domnului”. Aici, oficierea serviciului religios a intrat în atribuțiile a doi preoți - Anghel Dumitrașcu și Constantin Rizea.
Catagrafia din anul 1833 amintește două biserici în satul Suseni: una, din zid, cu hramul „Înălțarea Domnului”, și alta, din lemn, cu hramul „Sfântul Nicolae”.  

## Personalități din comuna Suseni
DUMITRU CRISTIAN AMZĂR (1906-1999) - discipol al lui Nae Ionescu (1888-1940), Dimitrie Gusti (1880-1955) și Martin Heidegger (1889-1976), un spirit enciclopedic al culturii române (sociolog, filosof, scriitor, traducător etc.). Numele „Amzăr” este răspândit în Suseni, mai ales în Cerșani, dar și în alte localități rurale din zona Costești-Pitești -Topoloveni. 
CONSTANTIN ANTON (n. 1950). S-a născut la data de 19 octombrie 1950, în satul Țuțulești, în familia lui Aurică D. Anton (fiul lui Dumitru R. Anton, viceprimar al comunei Țuțulești, în perioada 1938-1944) și al Mariei, născute Dinoci, sora fraților Stan și Ilie I. Dinoci. După absolvirea Școlii generale de opt ani din Țuțulești, 1957-1965, Constantin Anton s-a înscris inițial la Liceul „Alexandru Odobescu” din Pitești, profilul matematică-fizică, 1965-1966, iar apoi la Liceul militar, „Dimitrie Cantemir” de la Breaza, 1966-1969.
ENE M. BRANIȘTE (1913-1984). Ca și alți membri ai numeroasei familii Braniște, tot în domeniul teologic se va remarca și Ene, născut la Suseni, în anul 1913, cel de-al treilea fiu al lui Marin și al Anei, absolvent al școlii primare din comuna de origine, în 1925, apoi al Seminarului Teologic „Neagoe-Vodă” din Curtea de Argeș, ca șef de promoție (1933), al Facultății de Teologie din București (1937), al Seminarului Pedagogic Universitar „Titu Maiorescu” (1938) și al Secției de Limba Română a Facultății de Litere din București (1945-1947).
Încă înainte de a se înscrie la cea de-a doua facultate, pe care a parcurs-o în numai doi ani, Ene Braniște obținuse titlul de doctor în teologie, cu teza Explicația Sfintei Liturghii după Nicolae Cabasilla, lucrare distinsă cu calificativul „magna cum laude”, în anul 1943, iar după trei ani avea să publice traducerea lucrării Tâlcuirea dumnezeeștii liturghii, de Nicolae Cabasilla, text însoțit și de un studiu introductiv (a fost reeditată la București în 1989). În același an a devenit asistent universitar la Facultatea de Teologie din București, în a cărei ierarhie urcă rapid, ajungând profesor titular în 1952. Pentru perioade scurte de timp, a ocupat și funcții de conducere în cadrul Universității din București (prorector, între 1970-1971; rector, între 1980 și 1982). A fost pensionat în anul 1982. A mai îndeplinit și alte funcții cu caracter ecleziastic: vicepreședinte al Comisiei de Pictură a Patriarhiei Române (1968-1983), membru cleric al Adunării Eparhiale și al Consiliului Eparhial al Arhiepiscopiei Bucureștilor și membru în Comitetul Tehnic al Institutului Biblic și de Misiune. A participat activ la reuniuni tematice internaționale și interconfesionale. 
Opera părintelui profesor Ene M. Braniște însumează câteva mii de pagini, incluzând peste 190 de lucrări (volume, extrase, studii și articole etc.) și peste 90 de recenzii și note de lectură consacrate unor contribuții de specialitate românești și străine. În cadrul acestei opere, cele mai cunoscute lucrări sunt manualele sale de liturgică, acestea calificându-l drept unul dintre cei mai importanți liturgiști creștin-ortodocși români.
Alte lucrări importante semnate de Ene Braniște sunt: Problema unificării calendarului liturgic în Bisericile Ortodoxe în rev. „Ortodoxia”, VII, 1955, nr. 2, p. 181-216; Liturghiile romano-catolice în comparație cu cele ortodoxe, în rev. „Ortodoxia”, IX, 1957, nr. 1, pp. 119-138; Deosebiri interconfesionale cu privire la Sfintele Taine, în rev. „Ortodoxia”, XI, 1959, nr. 4, pp. 499-517; Martiri și sfinți pe pământul Dobrogei de azi, în volumul De la Dunăre la Mare. Mărturii istorice și monumente de artă creștină, Galați, 1977 (reeditare, 1979), pp. 34-62, etc.
GHEORGHE M. BRANIȘTE (n. 1931).  Gheorghe M. Braniște s-a născut la 14 august 1931 la Suseni, fiind cel mai mic dintre frații săi. A absolvit școala primară locală în anul 1943, iar patru ani mai târziu a terminat cu nota maximă studiile la Liceul „Ion C. Brătianu”. Între anii 1951 și 1956 a urmat cursurile Facultății de Mecanică din cadrul Universității Politehnice din București. Timp de 46 de ani după aceea a lucrat la IPROMET Pitești. A beneficiat, în anul 1976, de o bursă pentru specializare în Olanda. Cercetările sale personale în domeniu s-au concretizat în două lucrări de specialitate: „Montarea utilajelor tehnologice industriale”, București, Editura Tehnică, 1964, „Mașini și utilaje pentru industria extractivă”, București, Editura Tehnică, 1976.
MARIN M. BRANIȘTE (1915-1996) s-a născut la 25 martie (ziua praznicului Bunei Vestiri) 1915, în comuna Suseni, satul omonim, fiind al patrulea copil dintre cei nouă ai învățătorului Marin D. Braniște, originar din Pârvu Roșu-Broteni, și ai soției sale Anica Braniște, născută Tănăsescu, fiica învățătorului Ion Tănăsescu din Suseni.
După absolvirea studiilor primare în satul natal (1927), a urmat cursurile Seminarului Teologic de la Curtea de Argeș, pe care le finalizează cu succes opt ani mai târziu, când se înscrie la Facultatea de Teologie a Universității din București.
La trei ani după absolvirea Facultății de Teologie, a fost hirotonit preot paroh la Biserica „Sf. Nicolae” din Slatina, unde activează timp de doi ani (1942-1944), etapă urmată de trei decenii de păstorire a Bisericii Domnești „Sf. Gheorghe” din Pitești (1944-1974), ctitorie a domnitorului Constantin Șerban (1654-1658), unul din monumentele artistice ale orașului. Pentru cinci ani (1948-1953), ocupă funcția de protopop de Pitești.
Între anii 1955 și 1960, Marin M. Braniște a urmat cursurile postuniversitare ale Institutului Teologic din București, obținând, în urma examenului desfășurat la 16 noiembrie 1960, titlul de magistru în teologie.
Pe plan național, anii 1963-1964 au însemnat o etapă de distanțare vizibilă a României comuniste de URSS, un început promițător al reconsiderării de către regimul „democrat-popular” a unor elemente (momente, tradiții, personalități, etc.) ale istoriei și culturii naționale.
Pentru preotul Marin B. Braniște, anii respectivi au însemnat implicarea în opera de restaurare a bisericii unde slujea, după ce, în prealabil, contribuise la salvarea monumentului respectiv de la demolare; o asemenea soartă o avusese, în primăvara anului 1962, Biserica „Sf. Nicolae” sau „Biserica cu ceas”, situată tot în centrul orașului, în proximitatea lăcașului de cult păstorit de părintele Braniște.
O importantă perioadă din viața preotului respectiv a fost petrecută de acest fiu al satului Suseni la Viena, în calitate de preot paroh la Biserica Românească din capitala austriacă (1974-1993); misiunea sa pastoral-duhovnicească și-a găsit finalul tot pe plaiuri argeșene, în ultimii trei ani de viață fiind, din nou, preot paroh al Bisericii piteștene „Sf. Gheorghe”.
ANA DINCĂ (n. 1951). În cea de-a doua zi a anului 1951,în satul Strâmbeni din comuna Suseni se năștea cel de-al treilea copil al familiei, Ana, mezina familiei. Aceasta a absolvit școala generală și apoi liceul, a urmat cursurile Facultății de Economie Industrială din cadrul Academiei de Studii Economice-București.  
„În  perioada 1974-1991, Ana Dincă (nume dobândit prin căsătorie) a activat ca economist implicat în activități de tip financiar-contabil, în cadrul unor întreprinderi economice cu profil de cercetare-proiectare și producție. Odată cu începerea tranziției spre economia de piață, natura activității profesionale a doamnei Ana Dincă a cunoscut noi schimbări și oportunități. Astfel, timp de cinci ani (1991-1996) a ocupat poziția de inspector în Ministerul de Finanțe, specializată în probleme legate de impozitul pe Ministerul de Finanțe, specializată în probleme legate de impozitul pe profit și taxa pe valoarea adăugată (TVA, introdusă la data de 1 iulie 1993)”.  
În anul 1999, și-a început activitatea în domeniul privat, fiind angajată în calitate de director asociat (managing partner) la Societatea Audit One S.R.L., firmă membră a rețelei internaționale Moore Stephens International Ltd., cu sediul în București. 
Este autoarea unei lucrări mai ample despre contabilitatea agenților economici, a mai multor publicații din seria „Expert Fiscal”, colaborează la mai multe publicații de specialitate și este membru în Consiliul Științific al revistei „Audit Financiar”, publicată de Camera Auditorilor din România. 
ION DRĂGHICI. S-a născut la 25 august 1945, în comuna Țuțulești, județul Argeș, ca fiu al învățătorului Florea Drăghici și al soției sale, Ioana, soră cu Ioniță D. Pană din Pădureni. Angajat la 1 septembrie 1968 la Institutul Meteorologic, își face debutul în Laboratorul de prognoza vremii, după care se dedică preponderent cercetării. Înființează Colectivul de Cercetare de Meteorologie la Mezoscară (1982-1983), care treptat se impune prin rigoarea științifică și modernitatea preocupărilor. Participă la observațiile desfășurate în cadrul proiectului internațional ALPEX, cu avioane special echipate (Geneva, martie-aprllie 1982). A fost membru în Comisia Internațională de Meteorologie Dinamică din cadrul Asociației Internaționale de Meteorologie și Fizica Atmosferei (IAMAP, 1983-1991) și responsabil național pentru problemele IAMAP, în cadrul Comitetului Român de Geodezie și Geofizică (1985-1992). Din 1988 este cercetător principal I și membru în Comisia de Geonomie a Universității din București; primul coordonator de doctorat în domeniul fizică-meteorologie (1991-1993). 
FLOREA DUMITRANA (1937-2003).  S-a născut la 12 iulie 1937 în comuna Țuțulești, satul Găleșești, ca fiu al lui Marin și al Gherghinei Dumitrana. Între anii 1952 și 1955 a urmat școala profesională, după care a fost încadrat în câmpul muncii, lucrând la Oficiul nr. 2 de Foraj din Leordeni (iulie 1955-octombrie 1956), Oficiul de Foraj Valea Caselor-Dâmbovița (mecanic de utilaje, octombrie 1956-martie 1957), Întreprinderea de Foraj-București (mecanic de motoare și utilaje, martie-septembrie 1957). Activitatea în câmpul muncii a fost întreruptă în perioada efectuării stagiului militar, la o unitate de tancuri din Oradea, între noiembrie 1957 și august 1958. Reîncadrat în producție, a lucrat ca motorist și mecanic la Întreprinderea de Foraj nr. 4 din București (august 1958-februarie 1961) și ca mecanic de utilaje pentru foraj și extracție, după care a fost reangajat la Schela de Extracție-Cartojani, ca maistru, pe o perioadă de patru luni (iulie-noiembrie 1966). Activitatea și-a desfășurat-o între Combinatul Petrochimic-Pitești și Cenaclul „Ion Andreescu”, de unde a preluat interesul pentru artele vizuale. Acesta a încetat din viață la jumătatea lunii octombrie 2003, fiind înmormântat în satul său natal. 
FLOREA DUMITRU (1932-2009) a fost al doilea general al armatei române originar de pe teritoriul actualei comune Suseni. Cariera sa profesională a început în anul 1955, odată cu numirea în funcția de comandant al unui pluton de tragere la Ploiești, poziție pe care o va deține până în anul 1956. După absolvirea Facultății (1962), a devenit lector la Catedra tehnico-științifică din Școala Militară de Ofițeri Tancuri și Auto-Pitești, avansând în poziția de șef catedră la aceeași instituție, în anul 1970, iar apoi exercitând funcția de locțiitor al comandantului pentru arma auto, timp de trei ani (1979-1982). Pe parcursul celor două decenii cât s-a aflat la catedră, a predat următoarele discipline: Studiul metalelor, mecanica teoretică, electrotehnică și mașini electrice pentru automobile, Cunoașterea automobilelor, Calculul și construcția automobiliștilor. În perioada 1982-1987, a comandat Școala Militară de Maiștrii Militari și Subofițeri-Pitești, după care a exercitat funcția de locțiitor pentru învățământ și Stat-Major la Școala Militară de Ofițeri Activi de Tancuri și Auto „Mihai Viteazul” din Pitești, în cadrul căreia a revenit preț de trei ani. Ofițerul superior Florea Dumitru și-a încheiat cariera profesională în funcția de comandant al Institutului Militar Auto „Basarab I” din Pitești. 
PAULA ROMANESCU (n. 1942). Printre urmașii familiei Teodorescu din satul Țuțulești, comuna Suseni, s-a numărat și omul de litere Paula Romanescu (născută Teodorescu). 
Studii: Universitatea din București, Facultatea de limbi romanice și clasice, 1967. 
Cărți apărute:  „Paul Romanescu - 101 poeme”, 2011; „Ecoul umbrelor” , 2011;   „Dar noi, iubire, noi?” , 2007; „Însorit regat” (2004);
Traduceri din/ în franceză: „Ion Horea - versuri și reversuri” / „Vers et revers” (2010) - Editura Cartea Românească, București; „George Lixandru, Întunericul luminii. Poeme” / Poèmes (2010); „Meșterul Manole”  / Maître” (2009); „Paul SânPetru, Alchimia muzelor” /L’alchimie des muses (2009); „George Bacovia, Viori și clavire” / Violons et claviers (2007), etc.;
Traduceri (teatru): Anca Visdei, Dona Juana, Teatrul de Stat, Françoise Dorin, „Până la capăt (Le tout pour tout) - înregistrat la Societatea Română de Radiodifuziune, Radio România Cultural, 1996.
Premii și distincții:
- Premiul Europoésie, France, 1i997, 1996, 1994, 1993.
- Premiul Menhir de poésie, France, 1996.
- Premiul Academiei Carpatica - Mari poete ale României, 1998.
- Premiul de Excelență pentru traducere, SRH, România, 1997.

- Premiul Eminescu pentru traducere (Turnu Severin), România, 2004-2010.
- Premiul Festivalului Internațional „Lucian Blaga” pentru traducere, Sebeș-Alba, România, 1996, 1998, 2004.

ION VOICU
Născut în comuna Suseni, satul Cimpoieri (Ștefănești), la 29 septembrie 1960, ca fiul cel mare al lui Dumitru și al Constantinei, ulterior părinții a încă a doi băieți și o fată, viitorul fotbalist Ion Voicu a urmat cursurile școlii primare din satul Burdești, între anii 1967 și 1971, după care a părăsit comuna natală, fiind înscris la Liceul de Atletism din Câmpulung, unde a absolvit clasele V-IX. În această perioadă (1971-1976) face și primii pași în fotbal, sub îndrumarea antrenorului Mihai Ianovschi, în 1974. După o accidentare, și-a continuat studiile la Pitești, unde a urmat cursurile Liceului nr. 5 (actualul liceu teoretic „Ion Barbu”) și apoi pe cele ale Liceului „Nicolae Bălcescu” (actualmente Colegiul Național „Ion C. Brătianu”) reluând treptat contactul cu viața sportivă. În perioada 1979-1983 a urmat, la Câmpulung, cursurile Facultății de Subingineri, cu durata de trei ani și jumătate, în paralel cu activitatea fotbalistică în cadrul echipei „Muscelul Câmpulung”.
În primăvara anului 1983, a fost transferat la echipa de fotbal F.C. Argeș, meciul său de debut în prima divizie (divizia „A”) opunând echipei piteștene, la 26 martie, echipa ieșeană „Politehnica”. Victoria a aparținut argeșenilor, grație unui gol marcat de către Jurcă, după o pasă primită de la debutantul Ion Voicu. A jucat la F.C. Argeș opt ani (până în iulie 1990), cunoscându-i ca antrenori pe Nicolae Dobrin, Florin Halagian, Dumitru Nicolae Nicușor, Marian Țițeica și Alexandru Moldovan. A jucat în divizia „A” 200 de meciuri ca fundaș dreapta și a înscris patru goluri. În ultima etapă a campionatului 1989-1990, echipa din Trivale, cu Voicu în teren, a câștigat cu scorul de 2-0 în fața Flăcării Moreni, evitând astfel retrogradarea.
În perioada 1990-1991, a jucat la o echipă din campionatul Ungariei, iar între 1991 și 1993, la echipa locală din Scornicești, județul Olt.
Din anul 1993, și-a început activitatea ca antrenor, activând inclusiv la echipe locale din China (1995-1996, 2001 etc.), dar și la echipa națională de tineret a României, pe care a însoțit-o în India, în anul 2003, cu prilejul participării la Cupa „Jawaharlal Nehru”, unde a fost invitată și reprezentativa Republicii Populare Chineze.

## Demografie
Componența etnică a comunei Suseni
     Români (94,51%)
     Alte etnii (0,44%)
     Necunoscută (5,04%)
Componența confesională a comunei Suseni
     Ortodocși (93,47%)
     Alte religii (0,82%)
     Necunoscută (5,71%)
Conform recensământului efectuat în 2021, populația comunei Suseni se ridică la 3.154 de locuitori, în scădere față de recensământul anterior din 2011, când fuseseră înregistrați 3.467 de locuitori. Majoritatea locuitorilor sunt români (94,51%), iar pentru 5,04% nu se cunoaște apartenența etnică. Din punct de vedere confesional, majoritatea locuitorilor sunt ortodocși (93,47%), iar pentru 5,71% nu se cunoaște apartenența confesională..

## Politică și administrație
Comuna Suseni este administrată de un primar și un consiliu local compus din 11 consilieri. Primarul, Doru Radu[*], de la Partidul Național Liberal, este în funcție din 2004. Începând cu alegerile locale din 2024, consiliul local are următoarea componență pe partide politice:
|  | Partid                          | Consilieri | Componența Consiliului | Componența Consiliului | Componența Consiliului | Componența Consiliului | Componența Consiliului | Componența Consiliului |
|  | ------------------------------- | ---------- | ---------------------- | ---------------------- | ---------------------- | ---------------------- | ---------------------- | ---------------------- |
|  | Partidul Național Liberal       | 6          |                        |                        |                        |                        |                        |                        |
|  | Partidul Social Democrat        | 2          |                        |                        |                        |                        |                        |                        |
|  | Uniunea Salvați România         | 2          |                        |                        |                        |                        |                        |                        |
|  | Alianța pentru Unirea Românilor | 1          |                        |                        |                        |                        |                        |                        |